# 天津路 (上海)

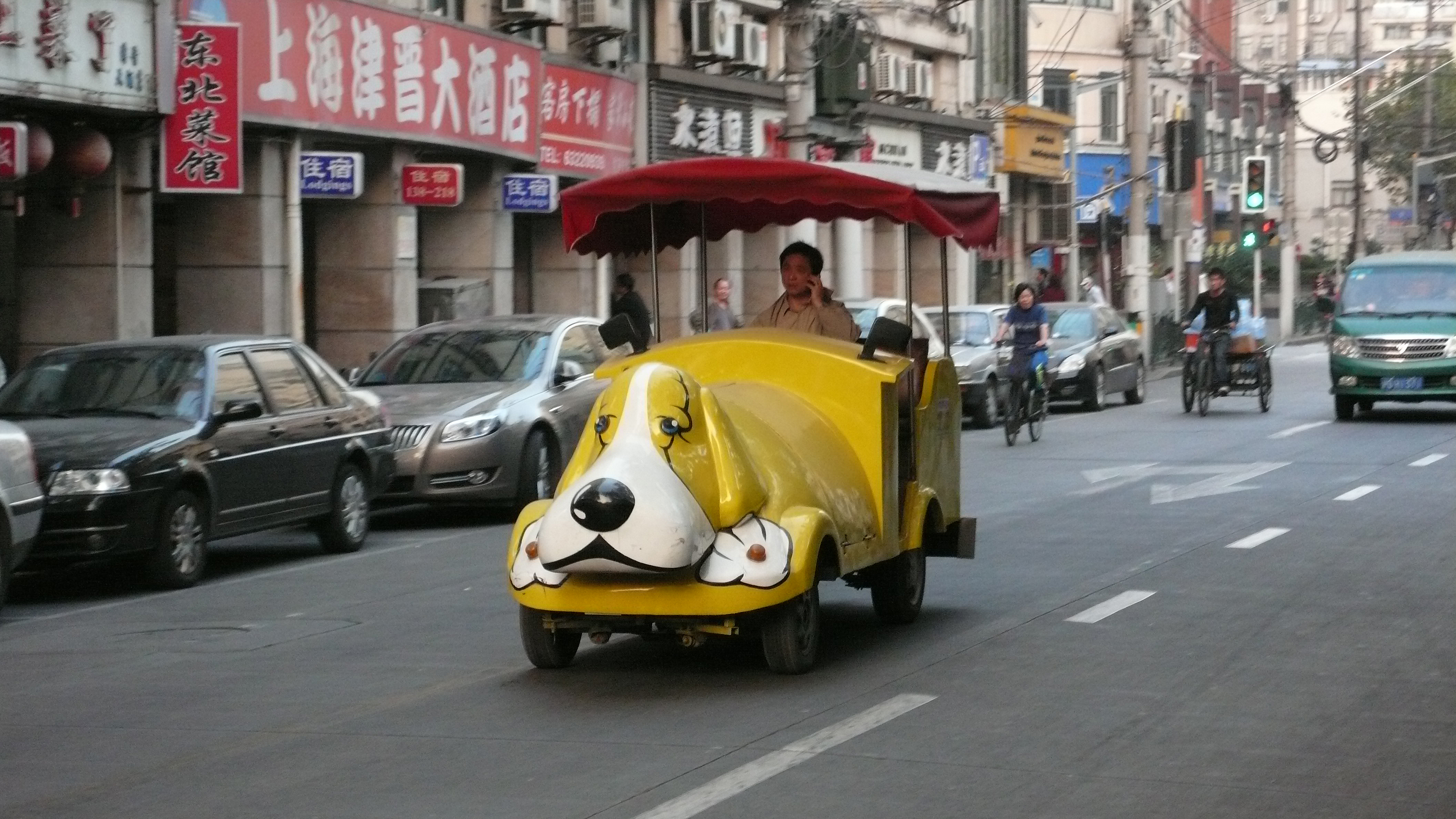
天津路

天津路是中国上海市黄浦区的一条街道，东西走向，东起江西中路，西至贵州路。长1045米，宽2米到12米。
天津路最初由上海英租界当局修筑于1851年，因通往抛球场，名为球场弄或五柱球弄，俗称后马路（对应于南京路即大马路）。1865年，上海公共租界工部局正式定名为天津路，得名于新开辟的通商口岸天津。
天津路为上海市中心区的传统商住混合区，两侧多石库门里弄住宅，1949年以前分布有许多银行、钱庄，例如2号（江西路口）的广东银行（今光大银行）、100号（河南路口）的恒利银行（今永利大楼），191号-211弄（山西路口）则是南京饭店。